# سوئیت پلازا
سوئیت پلازا (به انگلیسی: Plaza Suite) یک فیلم کمدی آمریکایی محصول سال ۱۹۷۱ به کارگردانی آرتور هیلر با فیلمنامه نیل سایمون  که بر اساس نمایشنامه او با همین عنوان در سال ۱۹۶۸ ساخته شده‌است. در این فیلم والتر ماتائو، مورین استیپلتون، باربارا هریس و لی گرانت به ایفای نقش پرداخته‌اند.

## داستان
سه داستان مجزا که به مشکلات روابط دوستانه می‌پردازند. هر داستان در سوئیت شماره ۷۱۹ هتل پلازا نیویورک اتفاق می‌افتند...